# Esmelle
San Xoán de Esmelle és una parròquia i localitat del municipi gallec de Ferrol, a la província de la Corunya.
Es troba al centre del municipi, en una vall del mateix nom que acaba a la vora de l'oceà Atlàntic, on hi ha una platja molt visitada en els mesos estivals. Hi ha un alt nombre de segones residències.
L'any 2015 tenia 393 habitants agrupats en 6 entitats de població: A Castiñeira, Chá da Mariña, Esmelle, Lodeiro, Mougá i Rioxunto.